# Кралска райска птица
Кралската райска птица (Cicinnurus regius) е вид птица от семейство Райски птици (Paradisaeidae), разред врабчоподобни. Този вид има 6 подвида с почти сходни белези и размери.

## Разпространение
Ареалът на кралската райска птица обхваща почти цялата територия на остров Нова Гвинея, с изключение на високопланинските райони. Представители на вида се срещат и на островите Ару, островите Раджа Ампат и източните Молукски острови. Кралската райска птица е широко разпространена в местообитанията си и има стабилна популация.

## Описание
Още от времето на първите испански и португалски експедиции, открили Нова Гвинея и Молукските острови за европейците в зората на Великите географски открития, кралската райска птица е будела възхищение заради неповторимата си окраска. При мъжките птици главата, крилата и оперението по гърба са в червено, а коремчето е снежно бяло. Краката са сини. При женските оперението е по-семпло, като преобладава кафявият цвят. По размери това е една от най-малките птици в семейство Райски птици. Дължината на тялото е около 15 – 17 см.

## Подвидове
Видът Кралска райска птица обединява 6 подвида:
- Cicinnurus regius coccineifrons
- Cicinnurus regius cryptorhynchus
- Cicinnurus regius gymnorhynchus
- Cicinnurus regius regius
- Cicinnurus regius rex
- Cicinnurus regius similis